# Stéphane Poulin
Pour les articles homonymes, voir Poulin.
Stéphane Poulin, né à Montréal en 1961, est un illustrateur et auteur de littérature d'enfance et de jeunesse québécois .

## Biographie
Il publie son premier livre pour enfants en 1985, Ah ! Belle cité !. Quoiqu'il ait écrit des livres traduits en plusieurs langues il avoue se sentir plus à l'aise dans son rôle d'illustrateur que dans celui d'écrivain. On peut voir ses réalisations dans plus d'une centaine de livres. 
En 2011 est publié l'album dont Carl Norac a écrit le texte, Au pays de la mémoire blanche, qu'il a dessiné, un roman graphique qui a nécessité plusieurs années de travail,, sur le thème de la guerre.
En 2023, il est sélectionné pour le prestigieux prix suédois, le Prix commémoratif Astrid-Lindgren.

## Prix et distinctions
- 1986 - Prix de littérature de jeunesse du Conseil des Arts du Canada, meilleures illustrations d'un livre en français, Album de famille et As-tu vu Joséphine?
- 1987 - Finaliste au Prix du Gouverneur général
- 1987 - Prix Elizabeth Mrazik-Cleaver pour le meilleur livre d'images canadien
- 1988 - Concours littéraire du Boston Globe, Peux-tu attraper Joséphine?
- 1989 - Prix du Gouverneur général, Benjamin & la saga des oreillers
- 1989 - Vicky Metcalf Award
- 1990 : (international) « Honour List »[5] de l' IBBY pour Could you stop Josephine
- 1990 - Finaliste au Prix du Gouverneur général
- 1990 - Prix Québec-Wallonie-Bruxelles de littérature de jeunesse, Album de famille
- 1991 - Prix du livre M. Christie, Un voyage pour deux
- 1991 - Finaliste au Prix du Gouverneur général
- 1994 - Finaliste au Prix du Gouverneur général
- 1994 : (international) « Honour List »[5] de l' IBBY pour Un voyage pour deux
- 1997 - Lauréat, Prix du Gouverneur général en littérature jeunesse (illustrations), pour Poil de serpent, dent d'araignée, écrit par Danielle Marcotte
- 1997 - Lauréat, Prix du livre M. Christie, Poil de serpent, dent d'araignée[6]
- 1998 - Finaliste au Prix du Gouverneur général
- 1998 : (international) « Honour List »[5] de l' IBBY pour Poil de serpent, dent d'araignée, texte de Danielle Marcotte
- 1998 - Prix illustration jeunesse[7] GLV et Salon du livre de Trois-Rivières, Petit zizi
- 2000 - Prix du livre M. Christie, Vieux Thomas et la petite fée
- 2001 - Prix illustration jeunesse[7] GLV et Salon du livre de Trois-Rivières, Vieux Thomas et la petite fée
- 2001 - Finaliste au Prix du Gouverneur général
- 2003 - Finaliste au Prix du Gouverneur général
- 2005 - Finaliste au Prix du Gouverneur général
- 2021 -  Finaliste Prix Landerneau[8], Catégorie Album Jeunesse, pour Lucky Joey, texte de Carl Norac
- 2023 :  Sélection pour le Prix commémoratif Astrid-Lindgren[4]

## Ouvrages
- Have you seen Josephine?, Tundra books
- Can you catch Josephine?, Tundra
- My mother's loves, Annick Press
- Benjamin & the pillow saga, Annick
- Annabel et la bête, texte Dominique Demers, ill. Poulin, Dominique & Co, 2002
- Peux-tu attraper Joséphine ?, Toundra 1988
- Les amours de la mère, Annick, 1990
- Pourrais-tu arrêter Joséphine ?, Toundra, 1988
- Les Jeux zoolympiques, Quintin Michel, 1988
- As-tu vu Joséphine ?, Tundra, 1986
- Benjamin et la saga des oreillers, Annick, 1989
- Un voyage pour deux, Annick, 1991
- Les Animaux l'hiver, Quintin Michel, 1991
- Album de famille, Quintin Michel, 1996
- Les animaux en danger, Quintin Michel, 1993
- Petit zizi, texte de Thierry Lenain, ill. de Stéphane Poulin, les 400 coups-France, 2000
- Touche pas à mon corps, tatie Jacotte !, texte de Thierry Lenain, ill. de Stéphane Poulin, les 400 coups, 2000
- Les dinosaures, Quintin Michel, 2001
- Bestiaire, Les éditions Les 400 coups, 2003
- Marius, texte Latifa M. Alaoui, ill. Poulin, Les 400 coups, 2001
- Un chant de Noël, texte Lucie Papineau, ill. Poulin, Dominique & Co, 2009
- Des bonbons et des méchants # 51,  texte Robert Soulières, ill. Poulin, Soulières, 2003
- La petite fille venue d'ailleurs, texte Susan Hugues, ill. Poulin, Dominique & Co, 2005
- Joyeux Noël M. Bardin, texte Pierre Filion, ill. Poulin, Soulières, 2008
- Coup de langue, texte Sylvain Rivière, ill. Poulin, Les 400 Coups, 2003
- Les compagnons des Hautes-Collines #01, texte Lucie Bergeron, ill. Poulin, Amérique, 2007
- Choupette et tantine Tartine #52, texte Gilles Tibo, ill. Poulin, Dominique & Co, 2008
- Maxime #01, Texte Denis Côté, ill. Poulin, Courte Échelle, 2010
- Au pays de la mémoire blanche, texte de Carl Norac, ill. Poulin, Sarbacane, 2011
- Les lettres de monsieur Bardin, texte Pierre Filion, ill. Poulin, Soulières, 2012
- La forêt aux milles et un périls: l'intégrale, texte Denis Côté, Stéphane Poulin, Soulières, 2014
- Maxime #01. Nouv. Édition, texte Denis Côté, ill. Poulin, Courte Échelle, 2016
- Bartleby, le scribe, texte Herman Melville, ill. Poulin, Sarbacane, 2013
- Le bateau de fortune, texte Olivier de Solminihac, ill. Poulin, Sarbacane, 2015
- L'oiseau des sables, texte Dominique Demers, ill. Poulin, Dominique & Co, 2016
- L'arbre de joie #13, 3e édition, texte Alain Bergeron, ill. Poulin, Soulières, coll. Ma petite vache a mal aux pattes, 2013
- Vieux Thomas et la petite fée, texte Dominique Demers, Ill. Poulin, Dominique & Co, 2016
- Les Mûres, texte Olivier de Solminihac, ill. Poulin, Sarbacane, 2017
- La Vie en bleu, texte de Carl Norac, ill. Poulin, Pastel, 2006
- La boîte rouge, texte de Carl Norac, ill. Poulin, Pastel, 2016
- Lucky Joey, texte de Carl Norac , ill. Poulin , Pastel , l'école des loisirs , 2020